# Guajona
La Guajona o Lumia es un monstruo mitológico de la tradición oral de Cantabria.

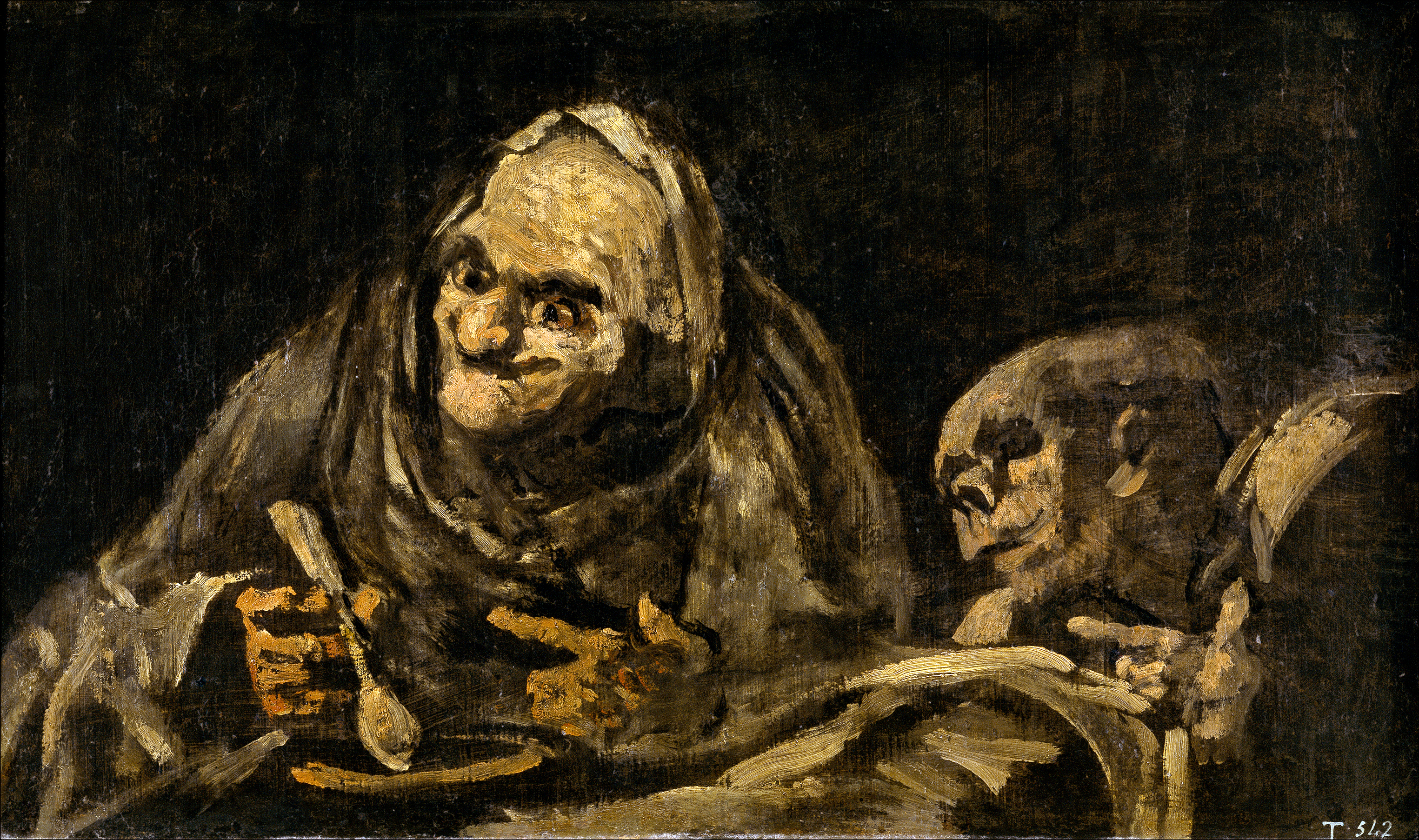

## Etimología
Guajona es un aumentativo de Guaja, presente también en la vecina mitología asturiana como Guaxa. El origen de Guaja o Guaxa podría estar en el árabe clásico وحش wahsh, con el significado de "fiera", como sostiene Xosé Lluis García Arias. Xulio Concepción, por su parte, lo relaciona con el latín hostem: "enemigo", a su vez derivado del indoeuropeo ghos-ti: "extranjero, huésped".

## Historia
La creencia estima que es una vieja delgada tapada de la cabeza a los pies con un manto negro; sus manos son sarmentosas y los pies patas de ave; su cara es amarilla, consumida, rugosa, peluda y con verrugas; sus ojos son diminutos y brillantes como estrellas, la nariz aquilina y la boca provista de un único diente negro, largo y afilado que le llega hasta debajo de la barbilla y utiliza para sorber sangre. Sólo sale de noche ocultándose entre las sombras y se desconoce dónde duerme de día, aunque se sospecha que se esconde bajo tierra. Entra en las casas sin hacerse notar y se acerca en silencio a los niños y jóvenes sanos dormidos para chuparles la sangre clavándoles en vena su diente, aunque no los mata, sino que los deja casi exangües, de forma que se despiertan fatigados, pálidos y descoloridos por la mañana. No ataca a los viejos o adultos. Se trata de uno de los escasos mitos o leyendas sobre vampiros que existen en España.